# 小行星16150
小行星16150（16150 Clinch）是一颗绕太阳运转的小行星，为主小行星带小行星。该小行星于1999年12月9日发现。

## 轨道参数
小行星16150的轨道半长轴为2.6326252 UA，离心率为0.224。